# Didemnum vanderhorsti
Didemnum vanderhorsti is een zakpijpensoort uit de familie van de Didemnidae. De wetenschappelijke naam van de soort is voor het eerst geldig gepubliceerd in 1924 door Van Name.